# 最後のストライク
『最後のストライク』（さいごのストライク）は、広島東洋カープ投手・津田恒実（本名：恒美）の現役時代と闘病生活を描いた、津田晃代著のノンフィクション書籍。および、それを原作として制作・放送されたテレビドラマ。

## 概要
広島東洋カープの炎のストッパーとして活躍し、「弱気は最大の敵」の言葉を信条とした津田投手の、選手時代の栄光と、病魔に襲われてからの2年以上にわたる闘病生活を、妻であった津田晃代が綴った作品。1995年6月に、勁文社より『最後のストライク - 津田恒美と生きた2年3カ月』のタイトルで発刊された。1998年6月に幻冬舎より文庫化された後、2000年にテレビドラマ化されている。メインタイトルの由来は、彼の命日がちょうどオールスターゲームの第1戦当日となった巡り合わせを、死期の「コントロール（制球）」に見立てての称。

## テレビドラマ
『最後のストライク 〜炎のストッパー津田恒美・愛と死を見つめた直球人生〜』のタイトルで、2000年7月28日にフジテレビ系列の「金曜エンタテイメント」枠で放送された。
前述の津田晃代夫人による手記を原作として、フジテレビのディレクターの熱意で温められた企画がドラマとして放送された。主演の岸谷五朗は闘病中の津田を演じるため、8日間で約8キロの減量をした。ウグイス嬢や実況アナウンサーには、津田が現役当時に務めていた本人が出演し、当時の津田のチームメイトも、端役として様々なシーンに出演している。
津田の出身地である広島地区では平均視聴率36.1%を記録した。
なお、本作の脚本を手掛けた松原敏春が放送から半年後の2001年2月6日に53歳で急逝している。

### キャスト
- 津田恒美：岸谷五朗
- 津田晃代：石田ひかり
- 森脇浩司：石黒賢
- 達川光男：ダンカン
- 川端順：羽場裕一
- 北別府学：寺脇康文（友情出演）
- 清川栄治：西村和彦
- 高橋慶彦：戸井勝海
- 山崎隆造：小沢仁志
- 福永富雄：中西良太
- 山本浩二：勝野洋
- 阿南準郎：佐藤B作
- 安仁屋宗八：宇崎竜童
- 池谷公二郎：小木茂光
- 津田悦子（姉）：あめくみちこ
- 津田一人（父）：樋浦勉
- 北別府広美（北別府夫人）：山下容莉枝
- 観客1（カープファン）：川端順
- 観客2（カープファン）：清川栄治
- 観客3（阪神ファンのヤジ親父）：月亭八方
- 観客4（阪神ファンのヤジ青年）：月亭八光
- 観客5（阪神ファンのヤジ親父）：ダンカン（達川光男と二役）
- ホテルのイベントチーフ：山本浩二
- 実況アナウンサー：神田康秋（テレビ新広島）、福井謙二（フジテレビ）

### スタッフ
- 原作：津田晃代「最後のストライク - 津田恒美と生きた2年3カ月」
- 脚本：松原敏春
- 演出：林徹
- プロデュース：林徹、西岡善信、酒井実
- 野球指導：北別府学（元広島東洋カープ投手）
- 音楽：石田勝範
- 主題歌：松山千春「君に」（日本コロムビア）
- ロケ協力：福岡ドーム、みろくの里、海の中道海浜公園、龍谷大学、関西医科大学洛西ニュータウン病院、広島市
- 協力：読売ジャイアンツ、ヤクルトスワローズ、中日ドラゴンズ、阪神タイガース、福岡ダイエーホークス、西武ライオンズ、近鉄バファローズ
- 特別協力：広島東洋カープ
- 製作協力：映像京都、テレビ新広島
- 製作著作：フジテレビ